# Valle di Viù
La Valle di Viù è una vallata alpina situata nelle Alpi Graie nella città metropolitana di Torino, la meridionale delle tre Valli di Lanzo.

## Geografia

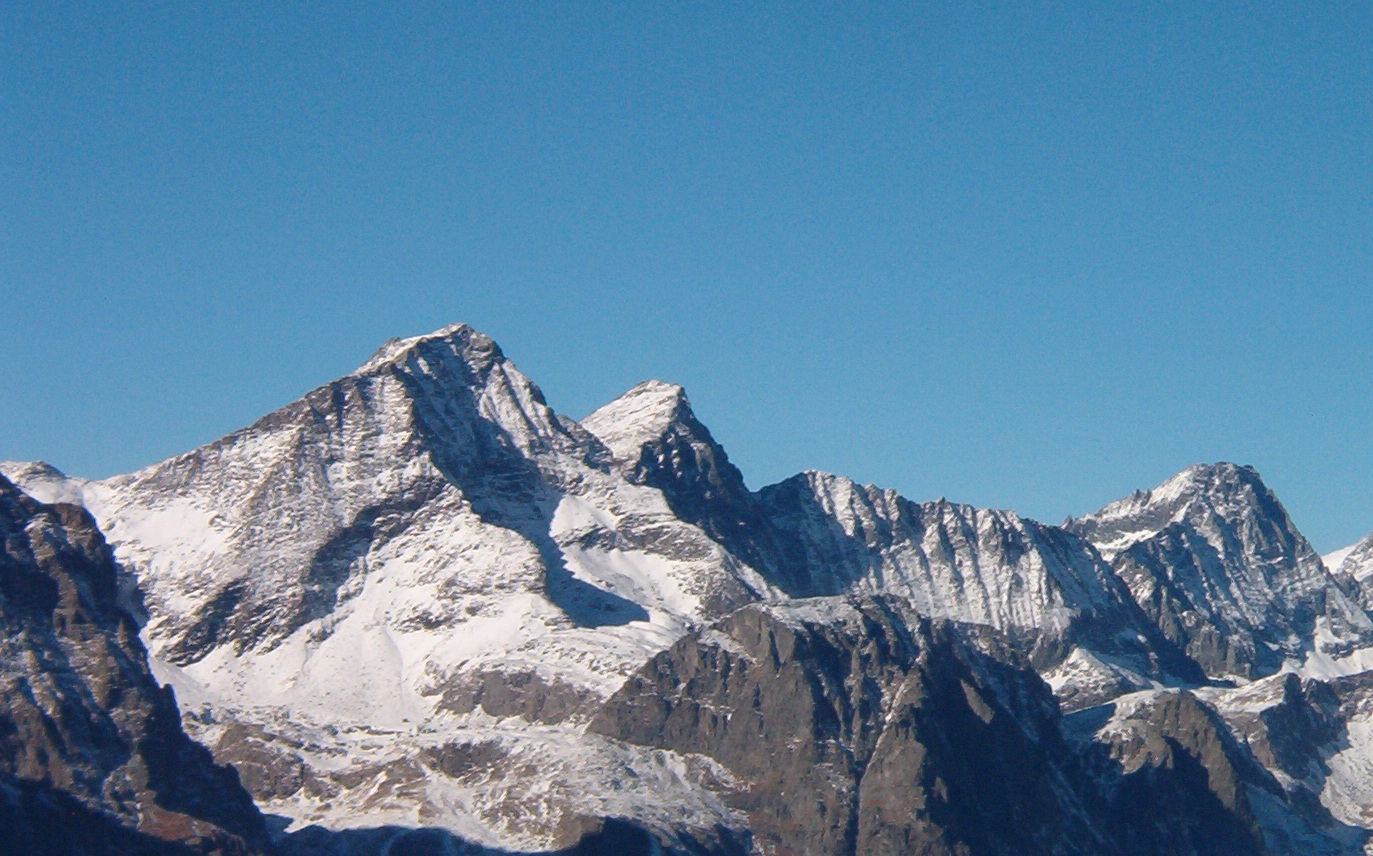
Croce Rossa

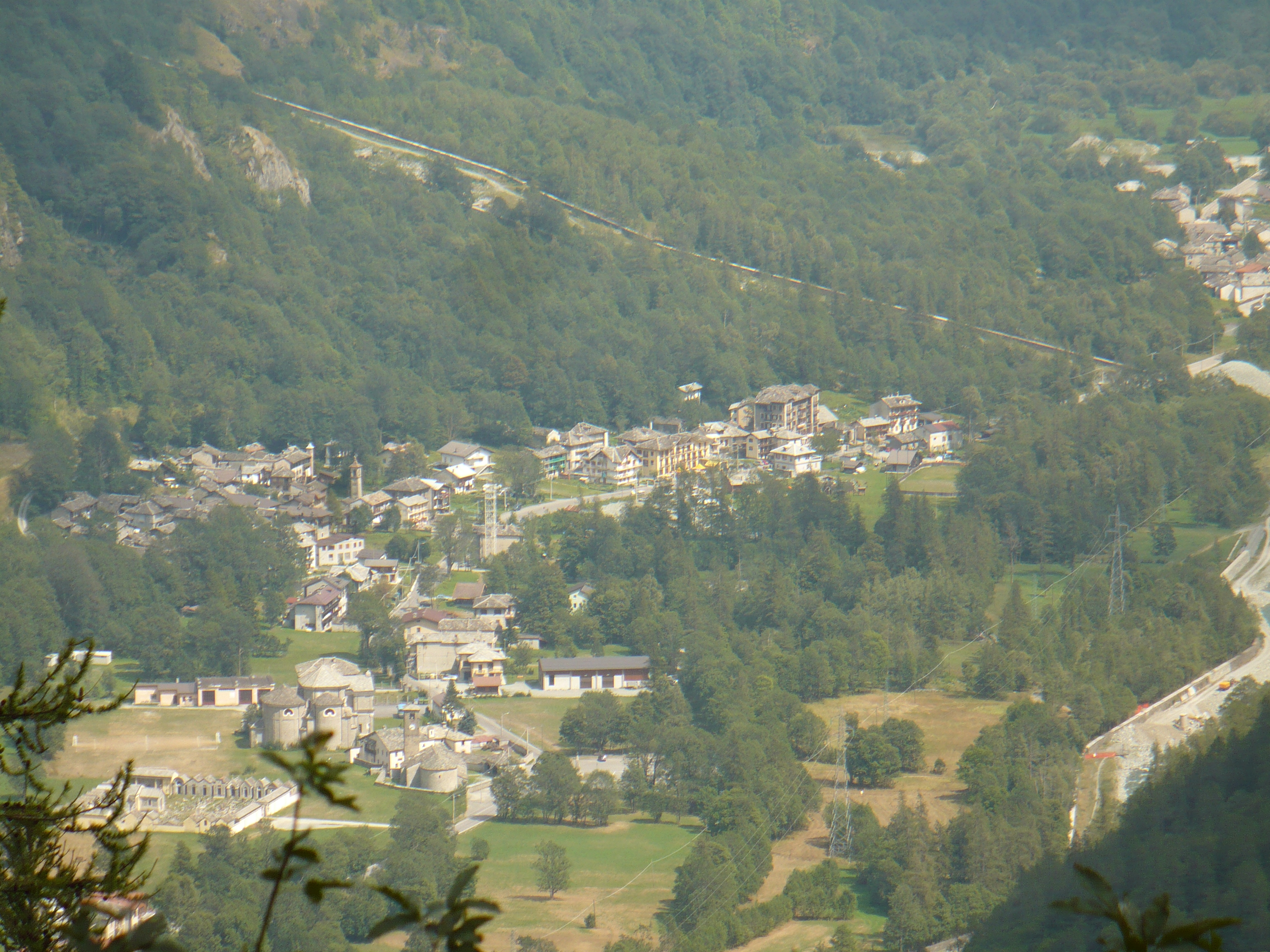
Usseglio

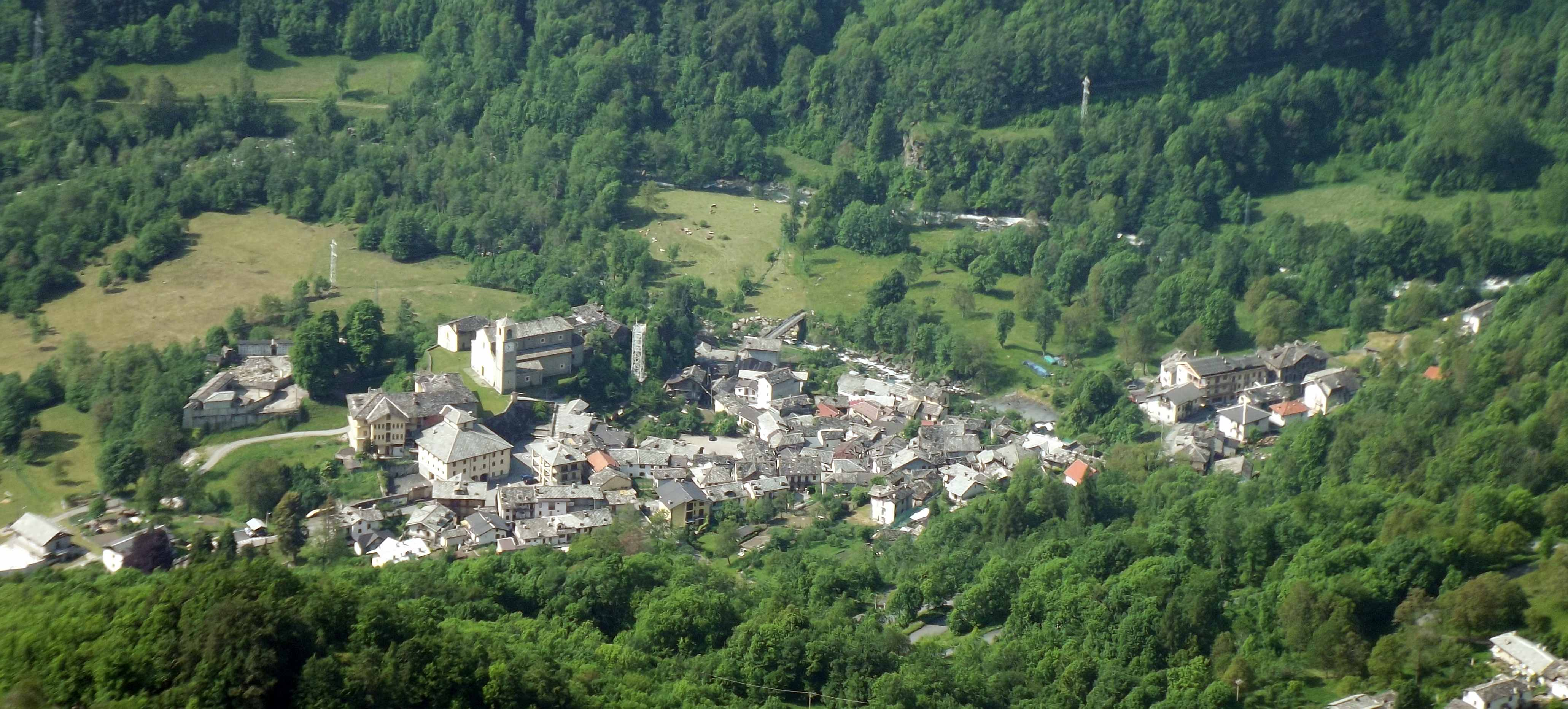
Lemie

Scavata dall'omonimo ramo del torrente Stura di Lanzo, è disposta prevalentemente in direzione Est-Ovest nell'alta valle, piegando leggermente verso Nord nel fondovalle.
Nell'alta valle vi sono un piccolo lago artificiale, il Lago di Malciaussia a 1805 m s.l.m. e uno più grande a Nord Ovest, il Lago della Rossa, posto ai piedi del monte Croce Rossa. La diga del lago della Rossa, situata ad un'altitudine di 2716 m s.l.m., venne costruita negli anni Trenta del Novecento ed era al tempo lo sbarramento idrico a quota più elevata d'Europa. A quote più elevate si trovano i laghi dell'Autaret.

### Valli laterali
- Vallorsera
- Vallone d'Arnas

### Monti principali
La valle è contornata, tra gli altri, dai seguenti monti:
- Rocciamelone - 3538 m
- Croce Rossa - 3566 m
- Punta d'Arnas - 3560 m
- Punta Maria - 3375 m
- Monte Lera - 3355 m
- Punta Sulè - 3386 m
- Torre d'Ovarda - 3075 m
- Cima Autour - 3021 m
- Punta Fortino - 3010 m
- Monte Palon - 2965 m
- Cima Chiavesso - 2823 m
- Punta Golai - 2818 m
- Punta Lunella - 2772 m
- Grand'Uja - 2666 m
- Rocca Maritano - 2543 m
- Monte Civrari - 2302 m
- Monte Ciriunda - 2244 m
- Rocca Moross - 2135 m
- Monte Tumolera - 1978 m
- Monte Colombano - 1658 m
- Uia di Calcante - 1614 m
- Monte Arpone - 1602 m
- Il Turu - 1355 m

Il Rocciamelone, riconoscibile già a partire dalla bassa valle per l'evidente forma piramidale, chiude la valle in fondo ad Ovest mentre il massiccio roccioso trapezoidale della Torre d'Ovarda fa da confine con la Val d'Ala a Nord. Il massiccio -meno imponente della Torre d'Ovarda- che culmina nella Punta Lunella rappresenta invece lo spartiacque sud, quello con la Val di Susa. Dal paese di Usseglio risulta ben visibile la gigantesca sagoma del monte Lera, che chiude momentaneamente la visuale verso l'estremità della valle e il Rocciamelone.

### Centri principali
- Usseglio
- Lemie
- Viù

## Turismo
Presso Pian Benot (1600 m), una piccola frazione del comune di Usseglio, sono presenti degli impianti di risalita per la pratica dello sci alpino su piste di varia difficoltà.

### Rifugi alpini

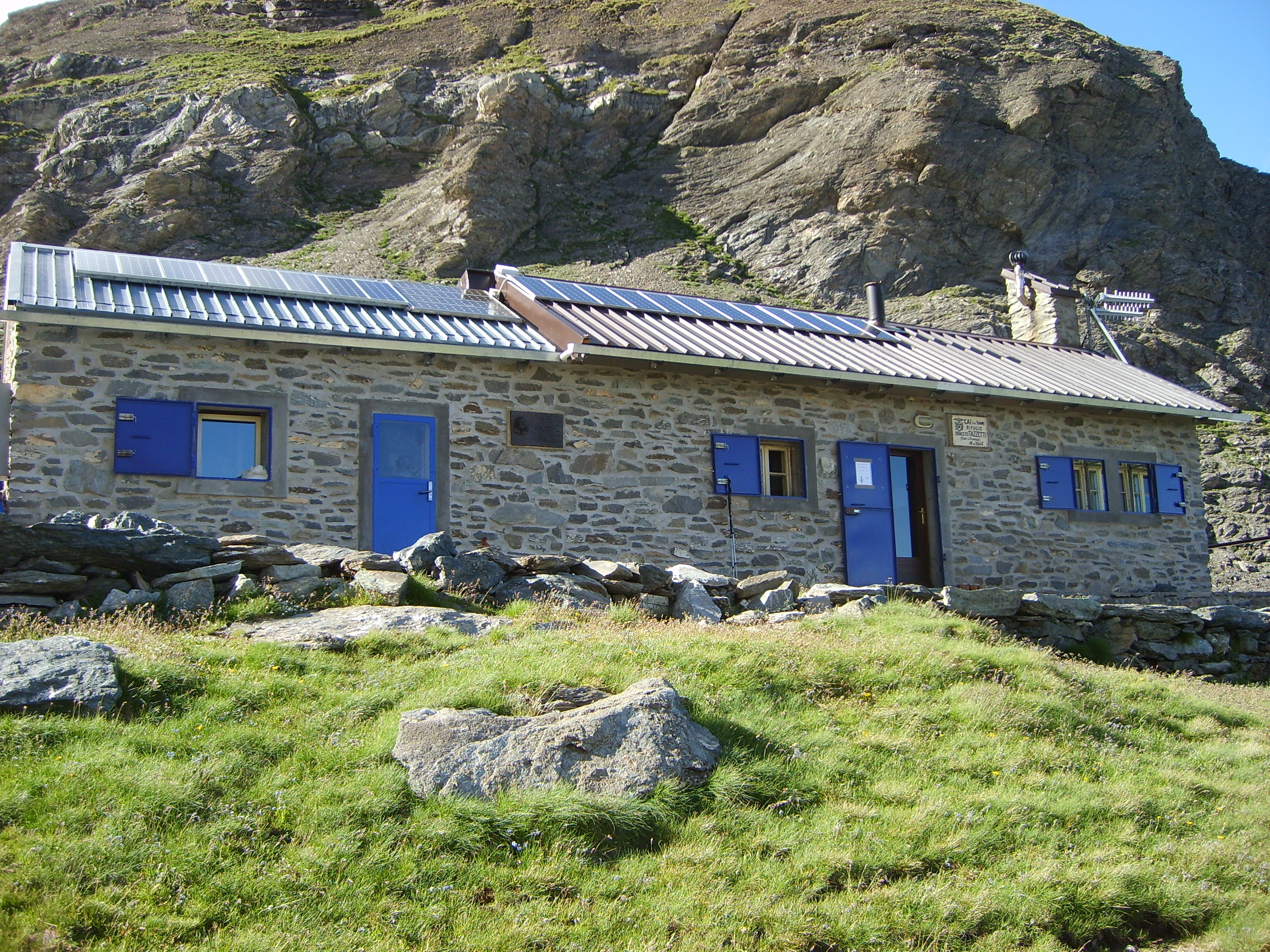
Il rifugio Tazzetti

Per facilitare la salita alle vette della valle e l'escursionismo di alta quota la valle è dotata di alcuni rifugi alpini:
- Rifugio Santa Maria - 3526 m
- Rifugio Ernesto Tazzetti - 2642 m
- Rifugio Luigi Cibrario - 2616 m
- Bivacco San Camillo - 2718 m
- Rifugio Vulpot - 1805 m